# Shywolf
Shywolf (Eigenschreibweise ShyWolf) ist eine englische Rock- und New-Wave-of-British-Heavy-Metal-Band aus Heanor, die 1976 unter dem Namen Spoonfull gegründet wurde und seitdem mit Unterbrechungen aktiv ist. Die Gruppe war auch kurzzeitig unter dem Namen Blitz bekannt.

## Geschichte
Die Ursprünge der Band gehen auf das Jahr 1976 zurück, als die Band Spoonfull in den Midlands von dem 17-jährigen Phil Toone gegründet wurde. 1977 erschien die Single Troubled Times mit dem Song Country Blues als B-Seite. 1979 kam es zur Auflösung der Band. Anfang 1980 wurde Toone vom Birminghamer Label Big Bear Records überredet, die Gruppe wiederzubeleben, indem es der Gruppe einen Platz auf dem Live-Album Live at the Barrel Organ anbot. Als neues Mitglied war daraufhin der Bassist und Sänger Steve Littlewood in der Besetzung. Für den Tonträger war das Trio bei einem seiner letzten Auftritte zusammen mit Speed Limit und Mayday aufgenommen worden. Zudem war die Band 1980 mit den beiden Songs On Your Trail und Nine 'Til Five auf dem Sampler Brum Beats zu hören. Etwas später nannte sich die Band in Blitz um, woraufhin Konzerte mit Budgie und der Tom Robinson Band 1981 folgten. Innerhalb eines Jahres trennten sich der Sänger und der Gitarrist Phil Toone und der Sänger und Bassist Steve Littlewood von dem Schlagzeuger Don Bailey. Bailey wurde durch Jay Melbourne ersetzt, woraufhin sich die Band Anfang 1982 in Shywolf umbenannte.
Ein paar Monate später begab sich die Band in die Midland Recording Studios in Walsall, in denen sie die Lieder Lucretia und California Jam aufnahm, die als selbstfinanzierte Doppel-A-Single 1982 veröffentlicht wurden. Die Single verkaufte sich recht gut und sie wurde in der Sparte Armed and Ready im Kerrang aufgeführt. Zur Zeit der Veröffentlichung hielt die Band erstmals Auftritte unter dem Namen Shywolf ab. Nach einer Tournee durch Großbritannien kam es im Jahr 1985 zur Auflösung. Seit 2006 ist die Band wieder aktiv. Seitdem hat die Band verschiedene CDs und DVDs veröffentlicht.

## Stil
Laut Malc Macmillan in The N.W.O.B.H.M. Encyclopedia handelt es sich bei dem Titellied der Debütsingle um ein Upbeat-Stück; es klinge wie eine Mischung aus Hellanbach und Gillan. California Jam hingegen orientiere sich stärker an traditionellem Rock, klinge somit mehr nach der Musik, die die Band noch unter dem Namen Spoonfull gespielt habe, und rufe Erinnerungen an Gruppen wie Slender Thread, Factory und Dawn Trader wach. Matthias Mader bemerkte in NWoBHM New Wave of British Heavy Metal. The glory Days, dass California Jam den Riff von You Really Got Me recyclet.

## Diskografie
als Spoonfull
- 1977: Troubled Times (Single, Pyre Records)

als Shywolf
- 1982: Lucretia (Single, Eigenveröffentlichung)
- 1983: Demo 1983 (Demo, Eigenveröffentlichung)
- 2010: Revisited (Kompilation, Eigenveröffentlichung)
- 2010: Live In Derby - UK (1983) (Live-Album, Eigenveröffentlichung)
- 2010: Lucretia (DVD, Eigenveröffentlichung)
- 2015: Kilbanny Town (EP, Eigenveröffentlichung)
- 2015: Kilbanny Town (DVD, Eigenveröffentlichung)

als Phil Toone's New ShyWolf
- 2012: Return to the Fray (Album, Eigenveröffentlichung)